# Kaspar de Zwarte Koning
Kaspar de Zwarte Koning is een boek uit de Veldboeket-serie, geschreven voor wat destijds de zesde klas van het rooms-katholieke basisonderwijs was. Het is geschreven door Carel Beke en de eerste uitgave was in 1958. Het verhaal speelt zich grotendeels af op een boerderij in Twente.

## Verhaal
Kaspar (genoemd naar de heilige Caspar) is een van de paarden op Wiggershoes, een boerderij die wordt gerund door een grote familie die met drie generaties samenwonen. Het is een moeilijk te temmen zwarte hengst die alleen maar wil luisteren naar Hennik, de twaalfjarige zoon van de Wiggersboer. Evert, de knecht op de boerderij, wil erg graag van het onhandelbare dier af. Als Hannie, de dochter van de Wiggersboer, Pinksterblom is en op Kaspars rug zit, slaat het paard ineens op hol. Evert weet Kaspar te vangen en verkoopt het paard voor driehonderd gulden aan een Duitse paardensmokkelaar net over de grens. Op de boerderij denken de anderen dat Kaspar is weggelopen.
De Duitser smokkelt Kaspar via Duitsland weer terug Nederland in, waarna hij het als Duits paard weer verkoopt aan de Holtboer. Op een dag midden in de zomer (tijdens het Stöppelhaene) breekt er een onweer los. Kaspar slaat bij de Holtboer op hol en zijn instinct brengt hem naar een door de bliksem getroffen en nu fel brandende schuur waar Hennik in was gaan schuilen. Kaspar trapt met zijn hoeven de deur in en redt zodoende Henniks leven. Niemand op Wiggershoes snapt waar hun paard ineens vandaan komt. Enige tijd later komt de Holtboer op bezoek en herkent Kaspar. Hij beweert dat het zijn paard is. De Wiggersboer besluit de politie in te schakelen.
Evert beseft dat alles nu snel zal uitkomen. Ten einde raad biecht hij op de ochtend dat de politie langs zal komen alles op aan de oude moeder van de Wiggersboer, waarna hij haar de driehonderd gulden overhandigt en zich snel uit de voeten maakt. De Wiggersboer toont zich hierop vergevingsgezind en besluit de zaak verder in de doofpot te stoppen. Als de Holtboer even later op Wiggershoes arriveert krijgt hij de driehonderd gulden van Evert terug. De rest van het bedrag dat de Holtboer voor Kaspar heeft betaald moet hij van de smokkelaar zien terug te krijgen.